# Gouffre de Guillemore
Le Gouffre de Guillemore (en töitschu, z’Gilljumuart) est un géosite situé sur la commune de Fontainemore, en Vallée d'Aoste.

## Description
Le torrent Lys traverse le gouffre dans toute sa longueur. Des marmites de géant se situent près de l'entrée.
La conformation du gouffre  de Guillemore ressemble à celle d'autres grottes valdôtaines, comme le gouffre des Busserailles à Valtournenche, le gouffre de Ratus à Pontboset, la gouille du Pourtset à Champorcher et les trois gouilles de Hône.

## Histoire
Le gouffre de Guillemore a représenté un passage obligé pendant plusieurs siècles, car il constituait le point d'union des deux chemins muletiers remontant la vallée du Lys sur ses deux versants.
D'un point de vue anthropologique, Guillemore marque la limite entre l'aire linguistique germanique et romane, la commune en amont, Issime, étant de culture Walser.